# Utgångstransformator

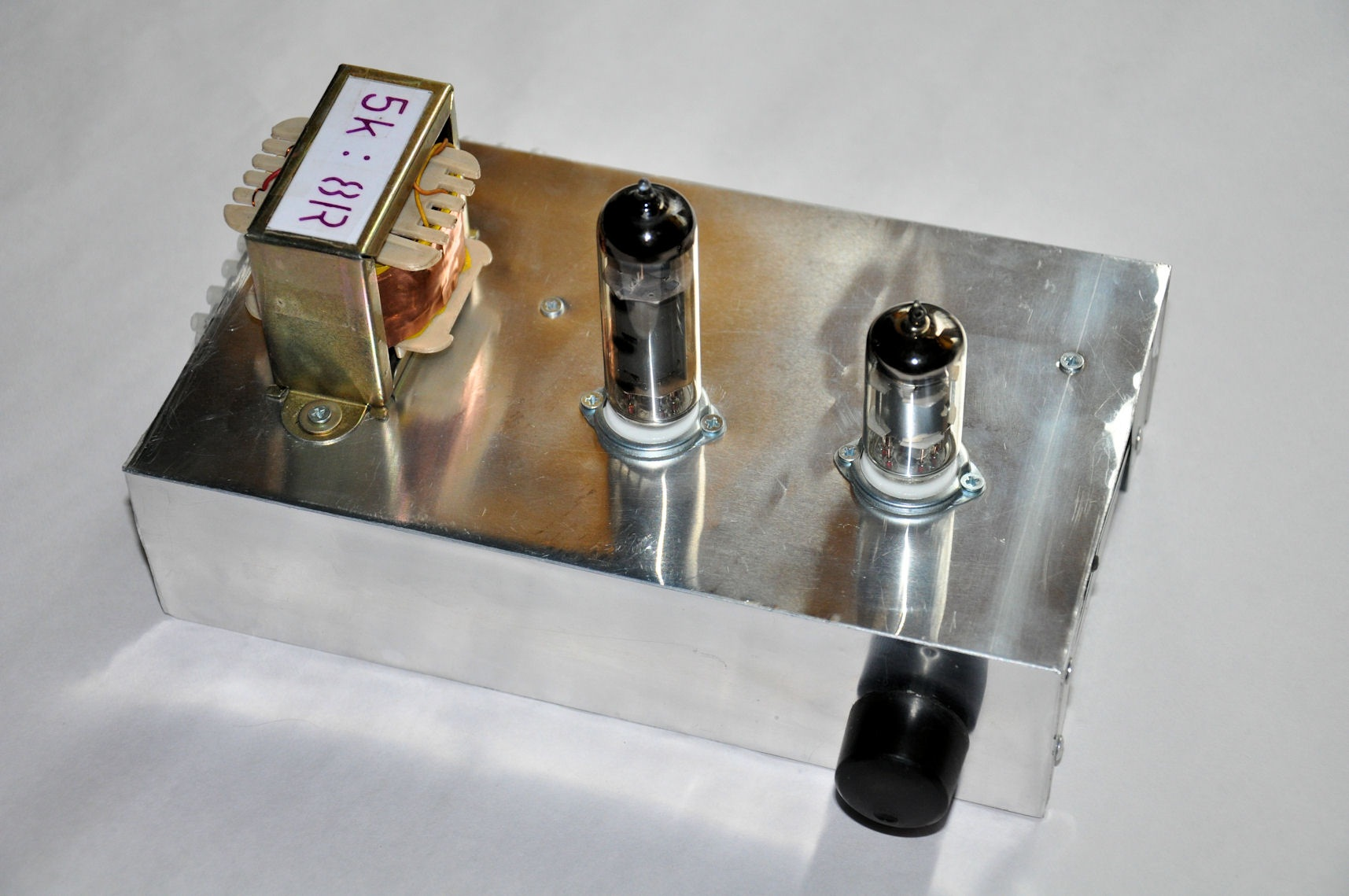
En rörförstärkare med utgångstransformator.

En utgångstransformator används för att anpassa den höga inre impedansen hos ett rörbaserat slutförstärkarsteg till impedansen hos en normal högtalare. En utgångstransformator måste lindas med stor noggrannhet för att minimera induktiva och kapacitiva problem som annars leder till en bristfällig frekvensgång.
Om kärnans flöde är sinusoidalt så gäller för en lindnings effektivvärde Erms för spänningen, drivkällans frekvens f i Hertz, antalet lindningsvarv N, kärnans tvärsnittsarea a i kvadratmeter och toppvärdet för den magnetiska flödestätheten B i Tesla:
{\displaystyle E_{\text{rms}}\approx 4.44fNaB}
Den magnetiska flödestätheten B är sällan större än 2 Tesla.